# Bonneveau
Bonneveau è un comune francese di 525 abitanti situato nel dipartimento del Loir-et-Cher nella regione del Centro-Valle della Loira.
Il territorio comunale è bagnato dalle acque del fiume Braye.

## Società

### Evoluzione demografica
Abitanti censiti